# Algarve Cup de 2013
A Algarve Cup 2013  foi um torneio internacional de futebol feminino
que se disputou no Algarve, em Portugal, em 2013.

A competição teve lugar entre 6 de março e 13 de março.

Participaram 12 seleções nacionais de futebol feminino, convidadas pela Federação Portuguesa de Futebol.
O vencedor do torneio foi a seleção feminina dos Estados Unidos, que bateu a seleção da Alemanha na final.

## Formato
As 12 equipes convidadas formaram em 3 grupos.

## Seleções participantes
Participaram na Algarve Cup 2013 as seguintes nações:
| - China - Dinamarca - Alemanha - Hungria | - Islândia - Japão - México - Noruega | - Portugal - Suécia - Estados Unidos - País de Gales |

## Classificação final
A classificação final foi a seguinte: